# 海爾茲利亞

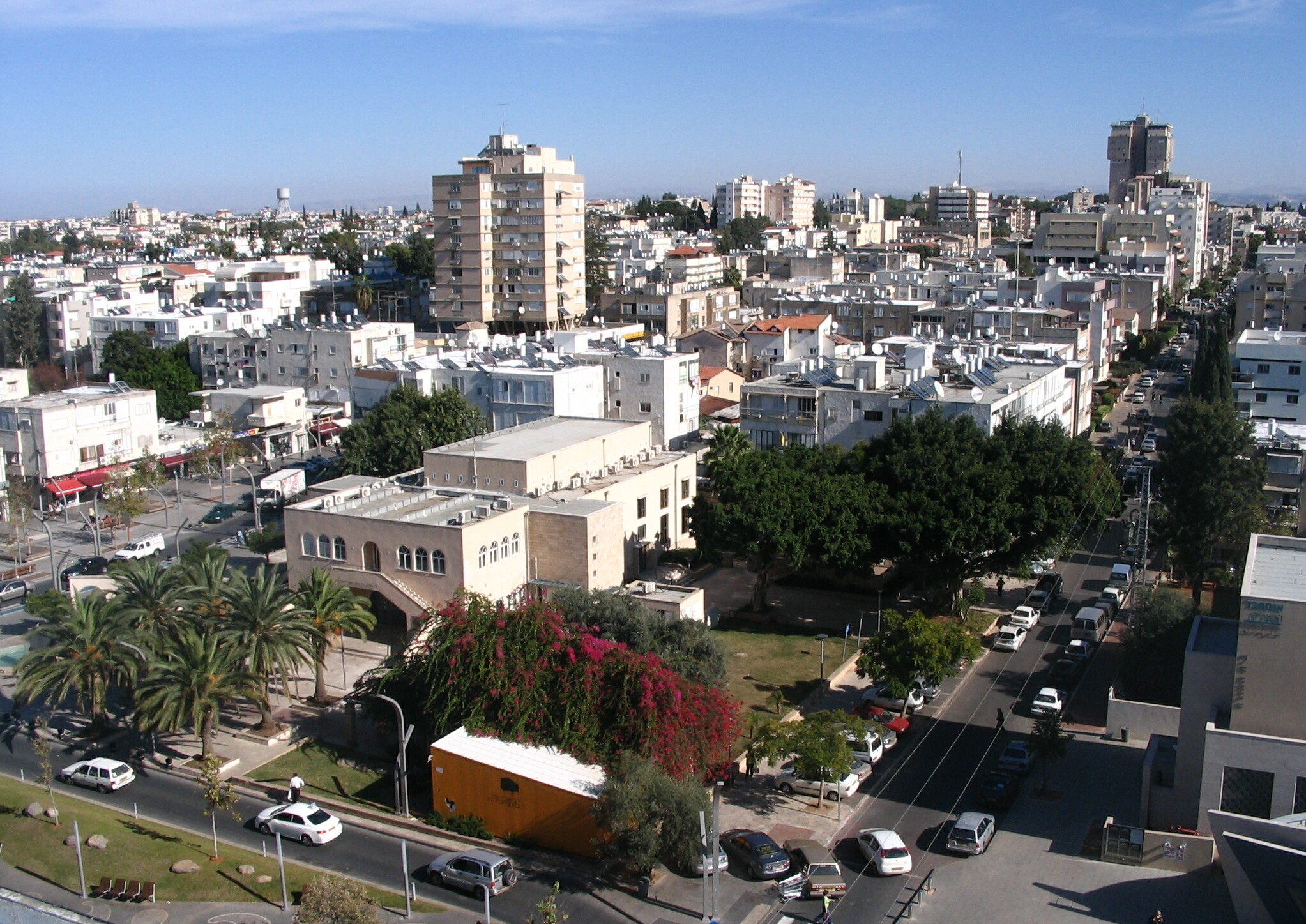

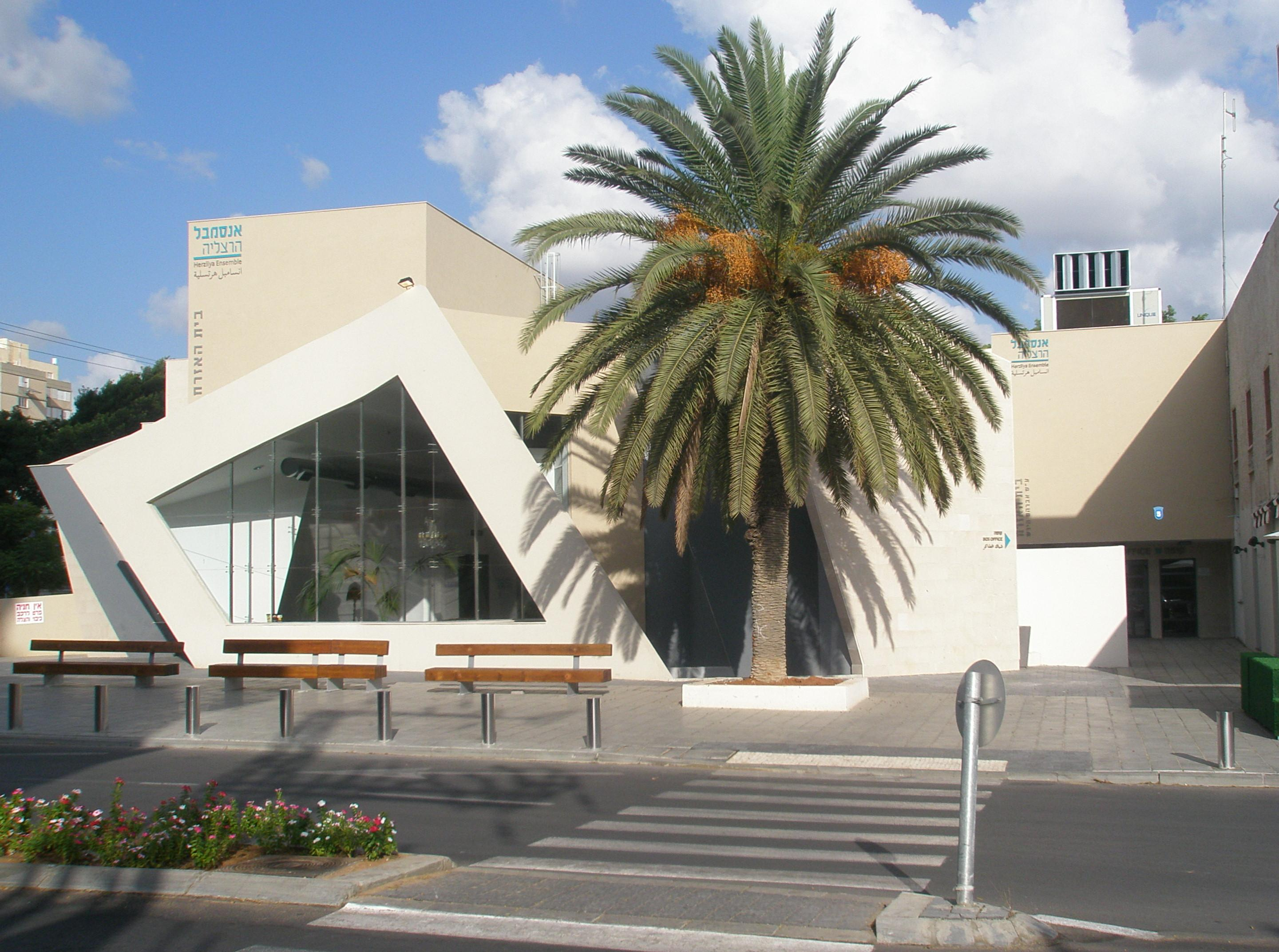

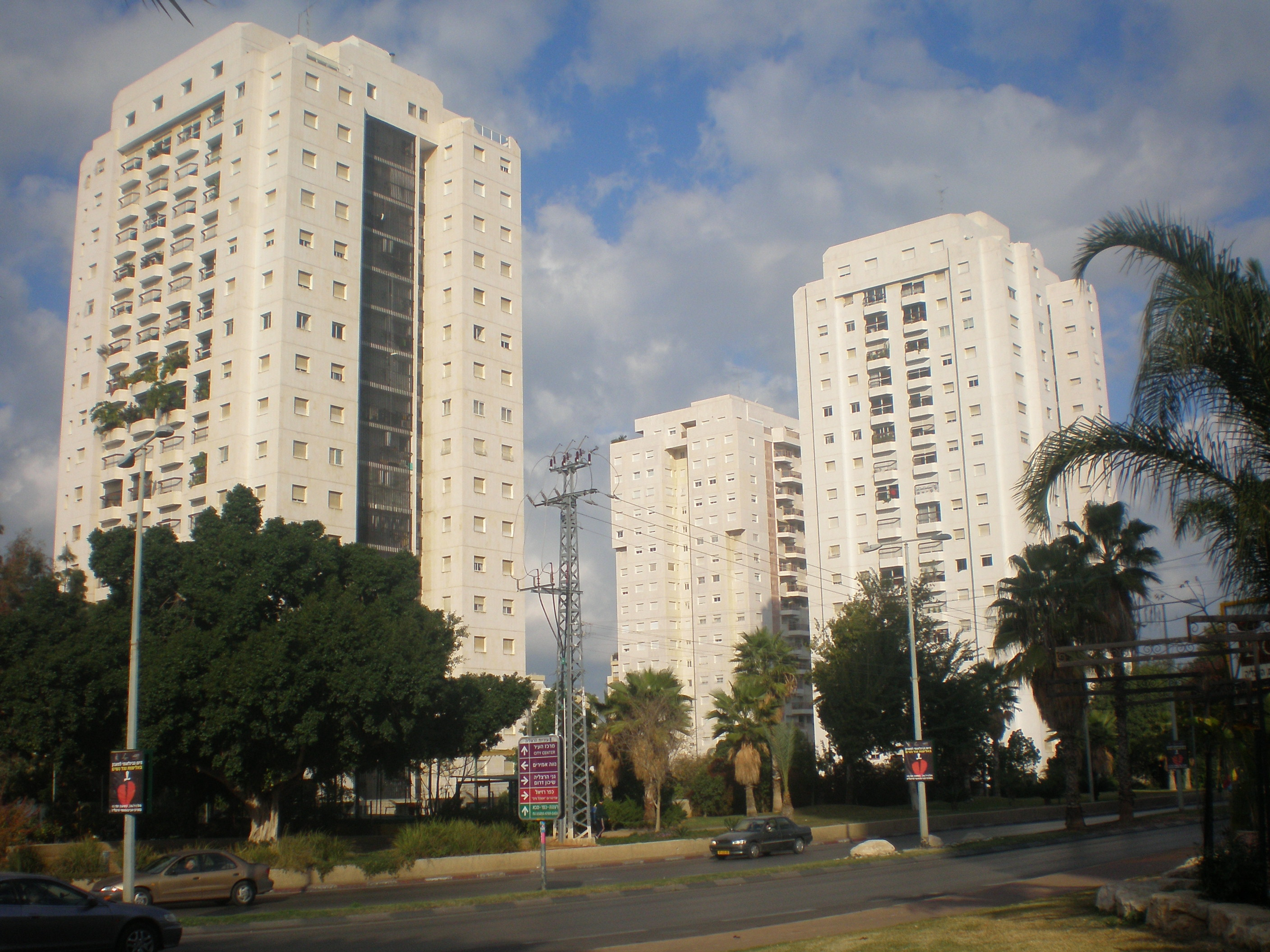

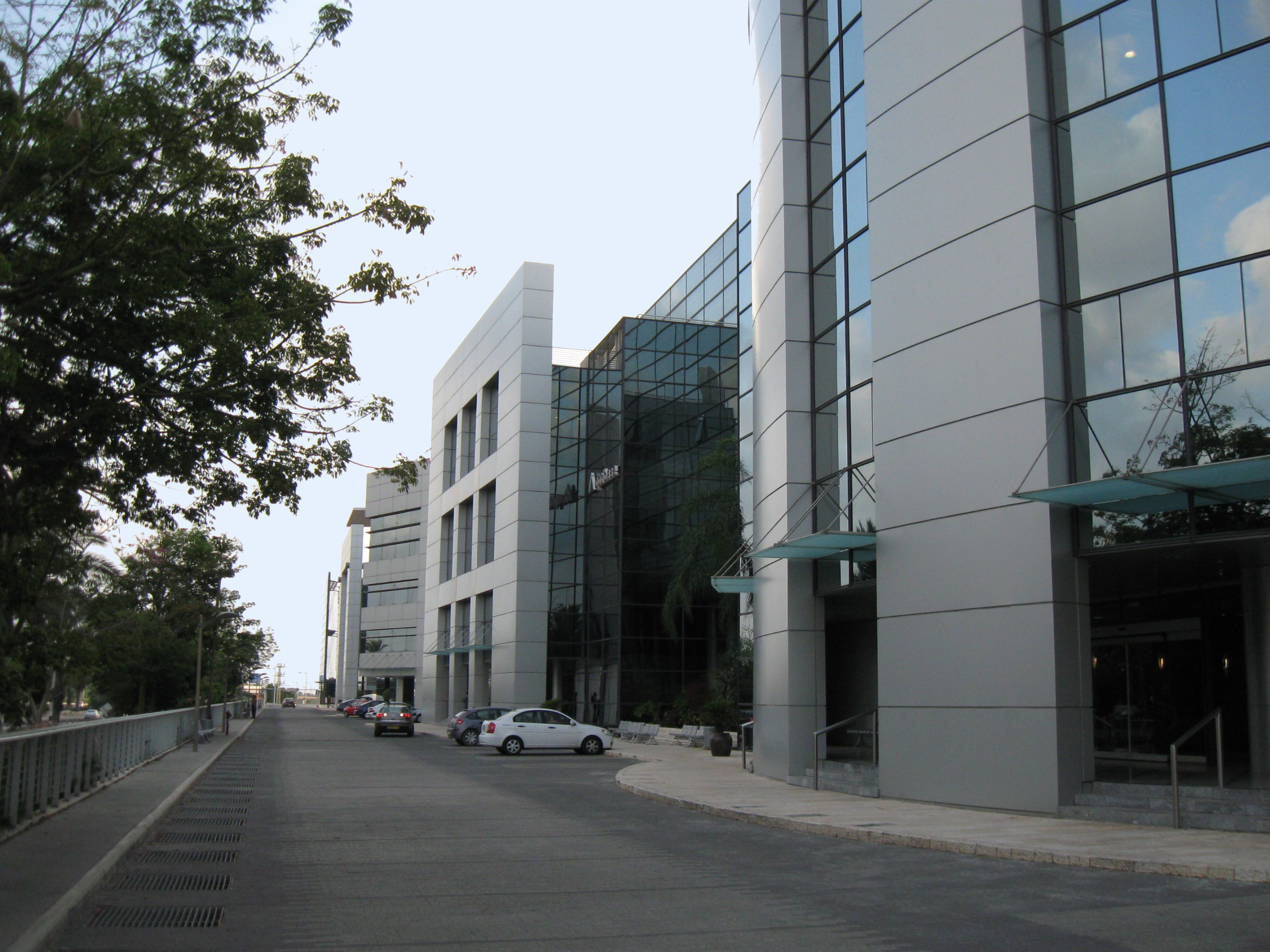

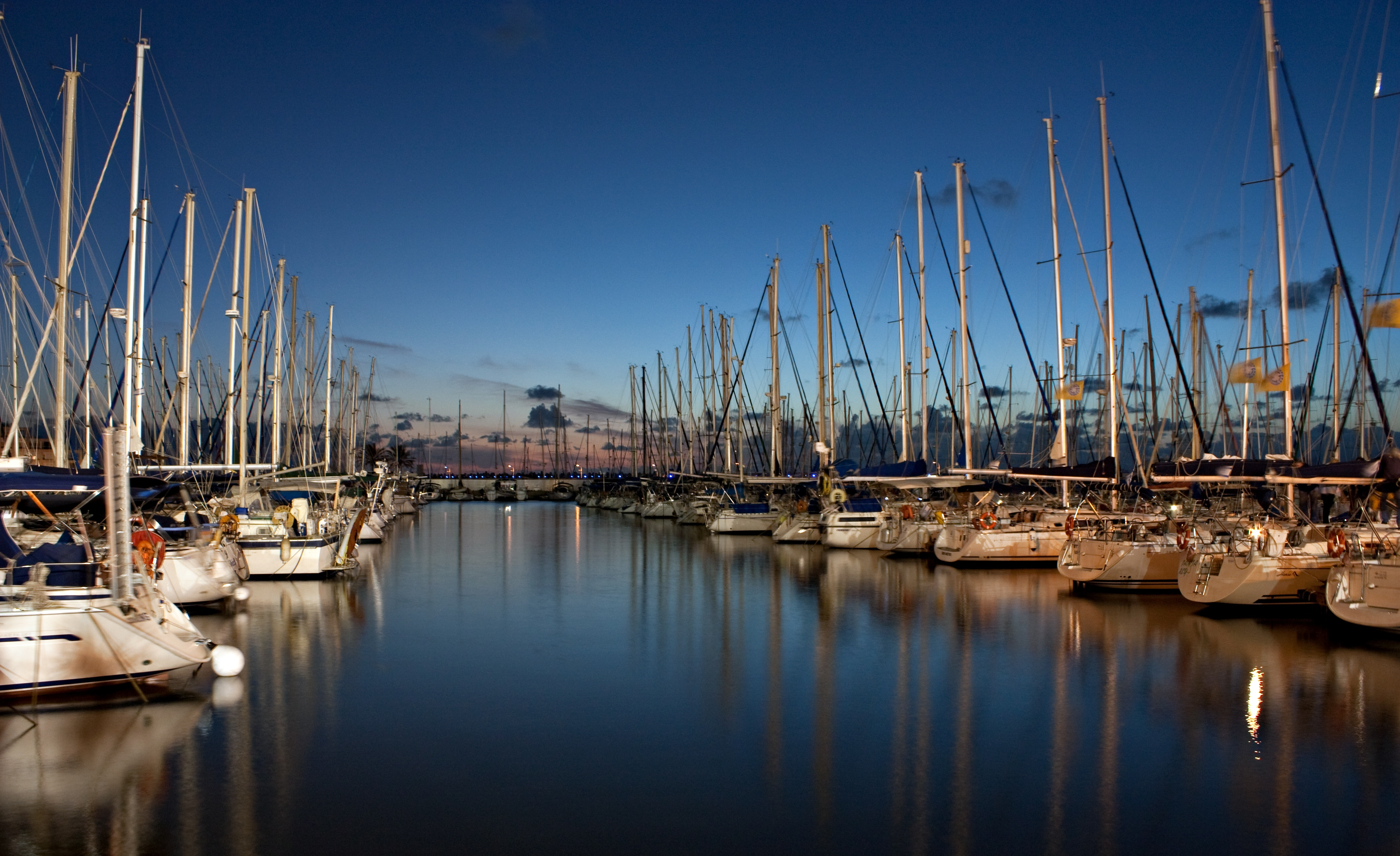

海爾茲利亞（希伯來語：הֶרְצְלִיָּה，[heʁts(e)liˈja]，羅馬化：Hirtsiliyā）是以色列特拉維夫區的城市，位於該國西部，距離特拉維夫15公里，始建於1924年，面積21.59平方公里，2006年人口84,200，人口密度每平方公里3,901人。

## 外部連結
- 官方网站 （希伯来文）
- Herzliya Museum （页面存档备份，存于）
- Herzliya Marina Photo Gallery （页面存档备份，存于）
- Photos of Herzliya （页面存档备份，存于）
- Surfing in Herzliya （页面存档备份，存于）
- Arena Shopping Mall （页面存档备份，存于）
- The Herzliya Marina （页面存档备份，存于）
- The Herzliya Marina Dock （页面存档备份，存于）